# Hueyatlaco
Hueyatlaco è un sito archeologico situato presso il bacino di Valsequillo, alcuni km a sud di Puebla, in Messico.

## Scavo e contrasti sulla datazione
Gli scavi archeologici nella località vennero condotti tra il 1962 e il 1973 e condussero all'identificazione di cinque siti dove furono scoperte le tracce di accampamenti e di attività di macellazione da parte di gruppi di cacciatori, che furono probabilmente attirati dall'abbondanza nella zona di fauna ora estinta e dalla presenza di luoghi adatti all'accampamento e di piccoli corsi d'acqua presso i quali svolgere le attività del gruppo.
Gli strumenti litici di origine non locale, andavano da oggetti lanceolati lavorati a percussione su una sola faccia e piuttosto grossolani, a strumenti da taglio bifacciali, raschiatoi e lame, di tecnica più avanzata.
Gli archeologi del team di scavo, diretto da Cynthia Irwin-Williams considerarono il sito databile tra 11.000 e 30.000 anni fa, ossia presumibilmente anteriore alla tradizionale datazione al tardo Pleistocene (precisamente circa 11.500 anni fa) dell'arrivo dei primi uomini nel continente americano, con la cultura Clovis. Tale migrazione è infatti di solito considerata essersi svolta via terra attraverso una lingua di terra emersa in corrispondenza dell'odierno stretto di Bering, in occasione dell'ultima glaciazione. La teoria è supportata dalle testimonianze offerte dalla linguistica e dalla genetica. Per la linguistica l'amerindo, che sembra diffuso a partire da nord, avrebbe avuto stretti rapporti con le lingue asiatiche. Un peculiare caratteristica nella forma dei denti, geneticamente determinata, si ritrova sia nei nativi americani che nelle popolazioni dell'Asia settentrionale e in base alla datazione del verificarsi della mutazione permette di attribuire la variazione intorno ai dodicimila anni fa. Infine l'analisi del DNA mitocondriale indica che geneticamente gli attuali nativi americani si separarono dalle popolazioni dell'Asia settentrionale circa 20.000 anni fa.
Le controversie sulla datazione del sito iniziarono nel 1967: il direttore del dipartimento di Preistoria presso l'Instituto Nacional de Antropologia e Historia messicano, Jose L. Lorenzo, attaccò l'autenticità dei manufatti rinvenuti, alcuni dei quali secondo lui erano stati deliberatamente introdotti dagli operai che vi avevano lavorato. La direttrice dello scavo respinse tuttavia le accuse in diverse pubblicazioni ed altri studiosi attestarono la correttezza della conduzione dello scavo.
Nel 1969 furono effettuate analisi al Carbonio-14 sui fossili associati agli strati in cui erano stati effettuati i ritrovamenti, che diedero come risultato una data ancora più antica rispetto a quella ottenuta dalla datazione dei manufatti. Nella pubblicazione dei risultati in quello stesso anno. L'archeologa dichiarò di non sapersi spiegare come mai alcune delle date fornite dalle analisi fossero molto più antiche di quanto ci si potesse aspettare sulla base dell'evidenza archeologica. Veniva inoltre rilevato che la valutazione della attendibilità dei campioni raccolti era resa difficile dalla mancanza di marcatori stratigrafici evidenti che permettessero di correlare tra loro i campioni provenienti da diverse località.
Venne quindi condotta un'indagine per stabilire la sequenza della stratigrafia geologica nella località, per determinare in particolare se gli strati di pomice e cenere vulcanica che sembravano coprire quelli in cui erano avvenuti i ritrovamenti potessero essere in realtà più antichi invece che più recenti a causa dell'erosione di un piccolo corso d'acqua, ma l'ipotesi non poté essere verificata.
Un'ulteriore analisi venne quindi condotta sugli strati di origine vulcanica, cercando di determinarne la provenienza e di datarli attraverso l'identificazione dell'eruzione attraverso la quale si erano formati. Alcune analisi (tefraidratazione) indicarono la somiglianza dei materiali vulcanici con quelli prodotti da Yellowstone, datati a circa 250.000 anni fa. Un'altra analisi indipendente basata sul metodo della fissione dello zirconio datò le ceneri tra i 570.000 e i 170.000 anni fa. Una terza serie di analisi basata sul metodo della serie dell'uranio diede una data tra i 180.000 e i 260.000 anni fa..
Tali dati tuttavia secondo la direttrice dello scavo, la Irwin-Williams, contraddicevano i dati archeologici, che a loro volta indicavano una datazione al più presto a 30.000 anni fa.

## Controversie
Secondo la direttrice dello scavo il problema della datazione non era stato risolto attraverso le analisi: due di esse erano infatti all'epoca metodi ancora poco testati e pertanto di incerta attendibilità, mentre il terzo forniva una datazione tra i 570.000 e i 170.000 anni fa, ritenuta troppo ampia per essere utile.
I metodi utilizzati per la datazione furono tuttavia in seguito provati come largamente attendibili.
La situazione stratigrafica è stata ritenuta particolarmente complessa e di difficile interpretazione, e potrebbe inoltre aver comportato degli errori nel rilevamento e nella conseguente datazione.
Secondo i sostenitori dell'archeologia misteriosa l'industria litica rinvenuta a Hueyatlaco sarebbe datata sulla base delle analisi geologiche ad almeno 250.000 anni fa, indicando un'età molto più antica di quella sostenuta dalle attuali teorie non solo per la comparsa dell'uomo nel continente americano, ma anche per l'evoluzione dell'Homo sapiens, a cui sono generalmente associati strumenti in pietra del tipo rinvenuto nel sito. Inoltre la difficoltà incontrate nella prosecuzione della carriera da parte dei geologi autori della datazione, costituirebbe un'ulteriore prova dell'incapacità del mondo accademico archeologico di prendere in considerazione le prove che mettono in discussione teorie consolidate.
Le ipotesi dell'archeologia misteriosa sul sito di Hueyatlaco sono inoltre state oggetto di una trasmissione della NBC nel 1996
Le ricerche scientifiche sono tuttora in corso da parte di università e centri di ricerca statunitensi e messicani per trovare una spiegazione della discordanza nei dati archeologici e geologici, che non entri in conflitto con i numerosi altri dati i quali sembrano provare l'ipotesi tradizionale.